# さっぽろ芸術文化の館
さっぽろ芸術文化の館（さっぽろげいじゅつぶんかのやかた）は、かつて札幌市中央区にあった施設。
北海道最大の客席数（2,300席）のホール、宿泊施設、会議室などがあった。

## 概要
東京・大阪に次ぐ全国3箇所目の厚生年金会館として1969年に着工し、1971年（昭和46年）9月18日に「北海道厚生年金会館」として現在地に開館した。総工費40億円、鉄筋コンクリート造一部鉄骨鉄筋コンクリート造延床面積32,790平米で、地下1階・地上8階・塔屋2階建てのホテルや会議室等を備えた「クラブ棟」と、地下1階・地上6階建て・客室2,300席の大ホールを備えた「ホール棟」の2棟で構成され文化教室やレストランなども備えた。建設規模は既存の東京・大阪厚生年金会館より一回り大きな規模とし、内装は近代建築の冷たい雰囲気を避けホール内はNHK技研指導による音響設計とともに観客心理をステージに集中させる形と温かさに主眼を置き、外観は空間を広くとりつつ緑の多い周辺地域の景観に協調するものとした。
開館翌年の1972年札幌オリンピックではIOC総会の会場や役員宿舎としても用いられ、コンサート・舞台公演等のイベントを数多く行い北海道の芸術文化の発信拠点の一つとして機能した。
国の年金・健康保険制度改革の一環として、2005年（平成17年）に全国の年金・健康保険関連施設の売却が決まると、音楽事業の有志などが集まり「北海道厚生年金会館存続を願う会」を設立し、存続に向けての活動を行った。2006年（平成18年）に札幌市、札幌商工会議所、北海道による「北海道厚生年金会館存続検討会議」を設置した。2008年（平成20年）に札幌市が入札参加を表明し、同年の入札によって札幌市の施設取得が決まった。なお、この間に石綿（アスベスト）除去工事のため翌年にかけて約半年間休館している。
2009年（平成21年）に札幌市の所有施設となったことを機に名称を「さっぽろ芸術文化の館」と改称し、2010年（平成22年）に札幌市の所管移設としては初となるネーミングライツ（命名権）を導入し、ニトリと協定を締結して愛称が「ニトリ文化ホール」となった。
2018年（平成30年）9月30日を以て閉館。閉館後の施設解体が決まっており、閉館後のホール機能は、札幌市の市街地再開発事業「札幌創世1.1.1区北1西1地区」に建設された再開発ビル「さっぽろ創世スクエア」の複合施設「札幌市民交流プラザ」内の「札幌文化芸術劇場」に継承する。跡地については「仮称・札幌博物館」建設候補地の1つになっている。 
2020年3月に取り壊し開始、2022年6月17日に解体を終了。

## 施設

### ニトリ文化ホール
- ホール
  - 舞台
  - オーケストラピット
  - 客席
- ホール事務室
- 主催者控室
- 応接室
- A楽屋（60m2）
- B・C・D・E楽屋（24m2）
- F楽屋（20m2）
- 倉庫
- ホールロビー
- 売店カウンター

### ホテルさっぽろ芸文館
客室
- シングル（14.5m2）
- スタンダードツインA（23.1m2）
- スタンダードツインB（27.0m2）
- ラージツイン（35.2m2）
- 和室（29.9m2）

会議室
- ロイヤルホール（760m2）
- 瑞雪の間（425m2）
- 蓬莱の間（239m2）
- 玉葉の間（155m2）
- 黎明の間（231m2）
- 清流の間（253m2）
- 鈴蘭の間（71m2）
- 琴の間（44m2）
- 鶴の間（44m2）
- 扇の間（44m2）
- 舞の間（27m2）
- 藤の間（和室）（39m2）
- 丹頂の間（和室）（64m2）
- グランシャトー（167m2）

レストラン
- ピープル
- 北一条

## アクセス・駐車場
北海道道124号宮の沢北一条線（北1条宮の沢通）沿いに位置している。
- ジェイ・アール北海道バス札樽線、北海道中央バス札樽線「北1条西12丁目」バス停下車
- 札幌市営地下鉄東西線西11丁目駅から徒歩約5分
- 北海道旅客鉄道（JR北海道）札幌駅から車で約5分
- 地下駐車場、第2駐車場あり